# D-2 (潜水艦)
D-2 (USS D-2, SS-18) は、アメリカ海軍の潜水艦。D級潜水艦の2番艦。当初の艦名はグレイリング (USS Grayling) であった。

## 艦歴
グレイリングは1908年4月16日にマサチューセッツ州クインシーのフォアリバー造船所で起工する。1909年6月16日にC・H・ボウルズによって進水し、1909年11月23日に艦長オーエン・ヒル大尉の指揮下就役する。グレイリングは1911年11月17日に D-2 と改名された。
D-2 は大西洋水雷艦隊に加わり、第3潜水艦隊の旗艦となる。大西洋岸沿いに潜水、水雷および各種の実験訓練を行った。1915年5月5日から5月18日まで、ニューヨークのノース・リバーで行われた大統領による観閲式に参加している。
第一次世界大戦中に D-2 はコネチカット州ニューロンドンで訓練および実験任務に従事した。1919年9月9日にフィラデルフィア海軍造船所で予備役となるが、1921年7月15日に再就役し通常任務に復帰した。その後フィラデルフィア海軍造船所に牽引され、1922年1月18日に退役、船体は1922年9月25日に売却された。